# イヴ・タンギー
レイモン・ジョルジュ・イヴ・タンギー（Raymond Georges Yves Tanguy, 1900年1月5日 - 1955年1月15日）は、20世紀のフランス出身の画家。

## 概要
1900年、パリで生まれる。両親はブルトン人のルーツを持っていた。
1918年に軍隊に入隊。そこでジャック・プレヴェールと出会い、生涯交友をもった。1922年に兵役を終え、その後偶然ジョルジョ・デ・キリコの絵画を目にし、絵画に目覚めた。それまで全く美術経験はなく、正規の教育を受けずに独学で絵画を学んだ。
ジャック・プレヴェールの紹介で、1924年にアンドレ・ブルトン率いるシュルレアリスム運動の画家達と出会う。それからタンギーは独自の絵画様式を身につけ、1927年には初めての個展を行った。この個展を見てブルトンは、タンギーを「もっとも純粋なシュルレアリスト」であると評した。またこのころ、最初の結婚を経験する。
1930年代に入り、タンギーの結婚生活は破局を迎えた。その後1937年に彫刻家のハインツ・ヘンゲスの紹介で、後の再婚相手となる画家ケイ・セージと出会う。
第二次世界大戦の勃発にともない、タンギーはセージとともにアメリカに移住。1940年8月17日に、ネヴァダ州のリノで2人は結婚した。
1955年に、脳卒中で倒れ死去。遺灰は、セージの死後、友人のピエール・マティスによって、セージの遺灰と共にブルターニュ半島のドゥアルヌネの海岸にまかれた。

## 作風
タンギーの作品は、昼とも夜ともつかず、どこともわからない果てのない海底のような空間で、骨片や小石のような物体（biomorph「生物的形態」と呼ばれることがある）がひしめきあっているものが多い。つけられるタイトルも奇妙なものであり、見る者をとまどわせずにはおかない。初期の作品には，「赤毛の少女」（1926）や「ファントマ」（1926）のように人間や旗，三角屋根の建物などの具象的モチーフが見られるが，後期の作品ではbiomorphが中心となり，大作「弧の増殖」（1954年）において頂点に達する。彼の作品はシュルレアリストたちの中でも異彩をはなっているが，一方，キリコにインスピレーションを受けたというだけあって，不穏な空，屹立する物体が地面に落とすくっきりしたシルエットなど，キリコやダリに通じるシュルレアリスム絵画共通のクリシェも取り入れている。彼の作風はケイ・セージに影響をあたえている。

## 代表作
*日本語の定訳がないものが多い。
- 「創世記」Genesis（1926年）
- 「緩慢な日」Jour de lenteur（1937年）
- 「岩の窓のある宮殿」Le Palais aux rochers de fenêtres（1942年）
- 「無限の分割可能性」Divisibilité indéfinie（1942年）
- 「眠りの速度」La Rapidité de sommeil（1945年）
- 「水脈占い師」Les sourciers（1945年）
- 「想像上の数」Nombres imaginaires（1954年）（「虚数」と訳すべきかもしれない）
- 「弧の増殖」Multiplication des arcs（1954年）